# کاخ مروارید
کاخ مروارید یا کاخ شمس، کاخی در بلوار ارم مهرشهر کرج، واقع در استان البرز است که در سال‌های ۱۳۴۵ تا ۱۳۴۷ با زیربنای ۲۵۰۰ متر برای زندگی شمس پهلوی (فرزند رضا شاه) ساخته شد. سازهٔ اصلی و طرح کاخ به شکل خورشید یا مهر است که صدفی آن را دربرگرفته است. این ساختمان به‌دست ویلیام وسلی پیترز طراحی و بنیاد فرانک لوید رایت به مبلغ یک میلیون دلار آمریکا ساخته شد. این اثر در تاریخ ۱۲ بهمن ۱۳۸۱ به شماره ثبت ۷۰۶۷ در فهرست آثار ملی ایران قرار گرفت.

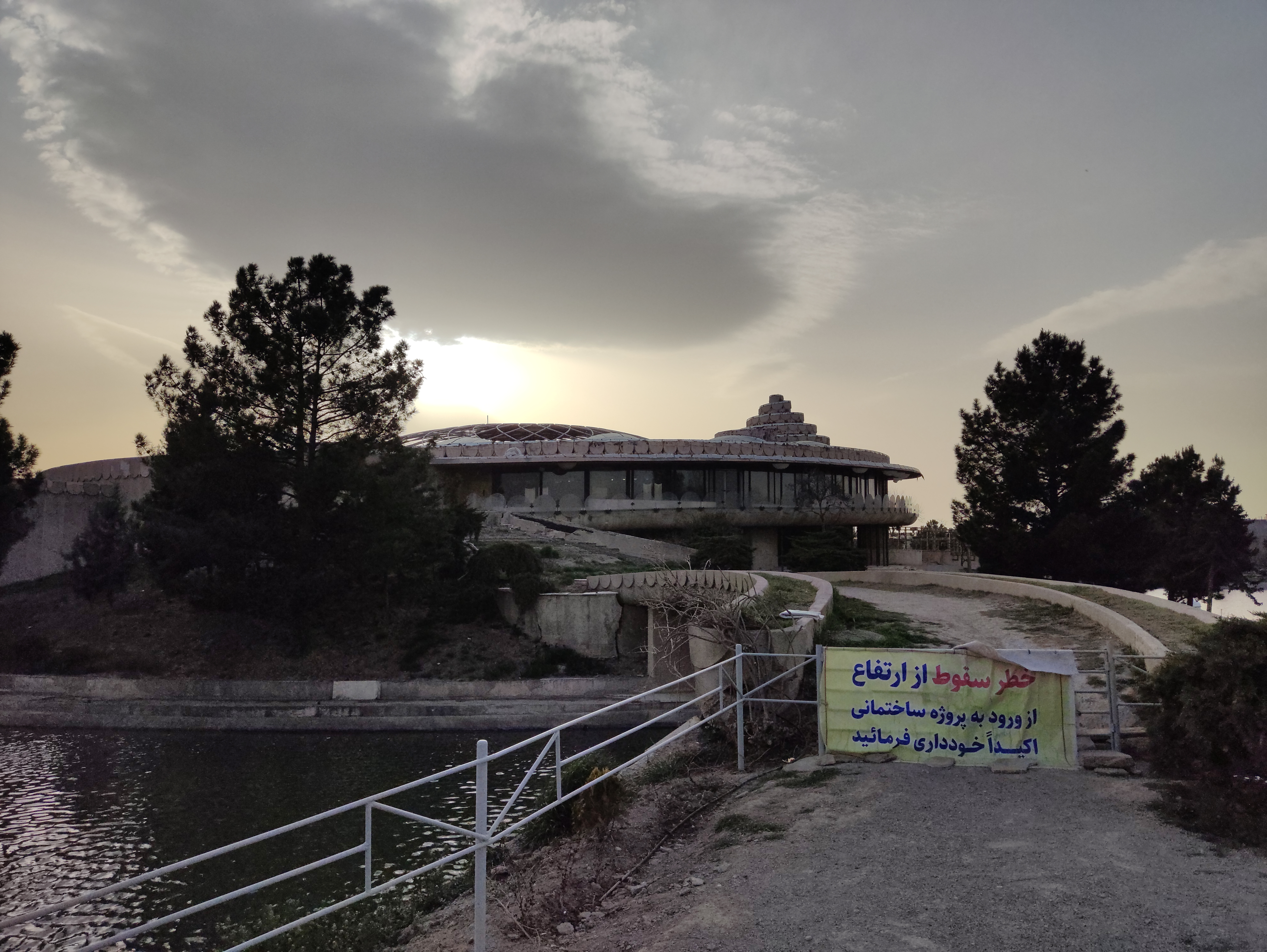
کاخ مروارید در سال ۱۴۰۱ که در حال فروریختن و نابودی است. همچنین، ساختمان کاخ تعطیل است و از ورود افراد به آن جلوگیری می‌شود.

کاخ مروارید

ساختمان این کاخ اکنون در وضعیت بسیار نامناسبی قرار دارد.

## پیشینه
پیش از دهه ۱۳۴۰ خورشیدی این منطقه از چند روستا از جمله حسین‌آباد افشار تشکیل شده بود. مهرداد پهلبد و همسرش شمس پهلوی (خواهر محمدرضاشاه پهلوی) به دلیل بیماری آسم شمس این منطقه را برای زندگی انتخاب کردند.

## مشخصات
این کاخ در زمینی به گستردگی ۱۱۱ هکتار با ۲۵۰۰ متر زیربنا بین سال‌های ۱۳۴۵ (خورشیدی) تا ۱۳۴۷ (خورشیدی) در بلوار ارم مهرشهر کرج برای اقامت شمس پهلوی ساخته شد. سازهٔ اصلی و طرح کاخ به شکل یک سفره‌ماهی است که صدفی را دربرگرفته است. همه فضاهای معماری در زیر سقفی با فرم حلزونی (مارپیچ) و با نورگیرهای گوناگون و به‌شکل دانه‌های مروارید ساخته شده است. در گوشه شمالی کاخ و در محوطه بیرونی دریاچه نیز به‌شکل باله‌های سفره‌ماهی طراحی و ساخته شده است.
این بنا دربردارنده فضاهای گوناگونی از جمله تالار طلایی بار، دفتر مخصوص شمس، تالار پذیرایی، سالن سینما، سالن بیلیارد، استخر، آب‌نما، محل نگهداری پرندگان کمیاب، اتاق‌های خواب و غیره می‌باشد. یکی از مهم‌ترین بخش‌های این کاخ اتاق صدف است که دارای تزئینات مختلفی بوده، به‌خصوص نمای بیرونی آن که به صورت حلزونی شکل ساخته شده است. در طراحی فضای بیرونی دریاچه کوچکی از سه طرف کاخ را احاطه کرده و به زیبایی آن افزوده است.
معماری این اثر که بخشی از تاریخ معماری مدرن است، با تأثیر از شیوه فرانک لوید رایت از پرآوازه‌ترین معماران آمریکایی است که از سوی یکی از شاگردان ایرانی‌اش به نام «عامری» شکل گرفته است.

## مصادره
پس از انقلاب ۱۳۵۷ ایران این ساختمان به بنیاد مستضعفان انقلاب اسلامی و بعد از آن به بنیاد تعاون داده شد.
این مجموعه تا چندی پیش به عنوان موزه و با نام «مجتمع اردویی تفریحی شهید فهمیده» استفاده می‌شد. در سال ۱۳۸۶ بنیاد مستضعفان و جانبازان در اقدام غیرقانونی در یکی از دفاتر اسناد رسمی بر پایه سند انتقال قطعی شماره ۳۰۸۳۸ مورخ ۲۷ اسفند ۱۳۸۶ به شهرداری کرج به بهای ۷۰ میلیارد ریال فروخته و تسلیم کرد. اما چند ماه بعد از روی کار آمدن دولت یازدهم و در ۱ اردیبهشت ۱۳۹۳ حکم واگذاری این کاخ به اداره میراث فرهنگی، صنایع دستی و گردشگری استان البرز، با حکم دادستانی عمومی و انقلاب کرج، صادر شد. اما وضعیت مالکیت کاخ تاکنون نامعلوم است.

به گفته مدیرکل میراث فرهنگی البرز:
"بسیاری از اموال کاخ مروارید قبل از اینکه به میراث فرهنگی تحویل داده شود، به غارت رفته بود. با این اوصاف بازگرداندن مجدد این اموال به کاخ امری بعید به نظر می‌رسد و شدنی نیست. البته اگر به صورت اتفاقی بخشی از اموال این کاخ درجایی شناسایی شود، فرایند بازگرداندن آنها انجام می‌گیرد ولی نباید در این خصوص امیدوار بود."

## بازسازی و بازگشایی
با تملک مجدد سازمان میراث فرهنگی بر ۳۰ هکتار از مساحت این مجموعه که شامل کاخ اصلی نیز می‌باشد، مسئولان فرهنگی استان البرز، خبر از برنامه‌ریزی برای بازسازی این اثر دادند که در طی سال‌های بی‌توجهی به آن، تا حد زیادی، تخریب شده است. وعده بازدید عمومی این بنای منحصربفرد، بعد از بازسازی‌های اضطراری نیز از جانب مسئولان سازمان میراث فرهنگی، داده شده است.
مدیر کل میراث فرهنگی، صنایع دستی و گردشگری استان البرز، وعده داده بود که این کاخ در نوروز ۱۳۹۴ برای بازدید عمومی آماده شده و روزانه، برنامه‌های فرهنگی مختلفی در آن برای بازدیدکنندگان به اجرا درآیند این بنا به صورت مخروبه و مرمت نشده در حالی که وسایل آن به سرقت رفته بود در نوروز ۱۳۹۷ برای بازدید عموم گشوده شد و پس از آن مجدد تعطیل گردید.
محوطه این کاخ توسط سازمان سیما منظر و فضای سبز شهری شهرداری کرج بازسازی شده و از اواخر سال ۱۴۰۰ به روی بازدیدکنندگان باز شده است. جشنوارهٔ نوروزی از بهار تا بهار در سال ۱۴۰۱ در محوطه این کاخ نیز برگزار شد.
سرپرست اداره کل میراث فرهنگی، گردشگری و صنایع‌دستی استان البرز (نادر زینالی) از برگزاری نوروزگاه و جشنواره اقوام ایرانی در کاخ مروارید کرج از ۴ تا ۱۵ فروردین ۱۴۰۴ خبر داد.
نادر زینالی (سرپرست اداره کل میراث فرهنگی، گردشگری و صنایع‌دستی استان البرز) در گفتگو با خبرنگار مهر گفت: این جشنواره با محوریت صنایع‌دستی، سوغات محلی و فرهنگ اقوام ایرانی برگزار می‌شود.

## قایق‌سواری در دریاچهٔ کاخ
امکانات تفریحی جدیدی به این مجموعه اضافه شده است که در راستای بهره‌برداری بهینه از دریاچه این مجموعه تاریخی، امکان تفریح آبی با قایق پدالی افزوده‌شده است.